# Межа (приток Унжи)
Межа́ — река в Костромской области России. Левый приток реки Унжи (бассейн Волги). Протекает по территории Межевско́го и Мантуровского районов.
Длина — 186 километров, площадь бассейна — 2630 км², средний расход воды в 30 километрах от устья — 17,9 м³/с.
Крупнейшие притоки — Большая Шохра, Портюг, Шекшема (все левые). На реке расположено крупное село Георгиевское — центр Межевского района.

## Описание
Межа образуется из слияния двух небольших речек Конюг и Мичуг в глухом ненаселённом регионе лесного Заволжья близ границы с Вологодской областью.
Первые километры река представляет собой широкий ручей коричневатого торфянистого цвета, петляющий по лесной ненаселённой местности. Собрав воду многочисленных мелких притоков, Межа выше Георгиевского расширяется до 20—30 метров и начинает течь на юг почти параллельно Унже, в 15—20 километрах к востоку от неё.
Лесные участки по берегам чередуются с лугами и болотами, есть пляжи. Скорость течения — небольшая. Населённость берегов постепенно увеличивается вниз по течению.
Несмотря на то, что лесосплав по реке прекращён, на некоторых участках река загрязнена топляком.
Межа впадает в Унжу семью километрами выше города Мантурово.

### Притоки (км от устья)
- 10 км: Шекшема (лв)
- 21 км: Суксула (лв)
- 27 км: Ерла (пр)
- 34 км: Шолешка (лв)
- 38 км:  Окатиха (лв)
- 58 км: Баран (лв)
- 64 км: Плоская (лв)
- 70 км: Нужная (лв)
- 79 км: Лух (пр)
- 90 км: Чёрная (лв)
- 104 км: Кушка (пр)
- 107 км: Большая Георгиевица (лв)
- 130 км: Пышей (пр)
- 137 км: Никольская (пр)
- 152 км: Портюг (лв)
- 159 км: без названия, у с. Родино (лв)
- 167 км: Большая Шохра (Шохра) (лв)
- 184 км: Боровая Шохра (лв)
- 186 км: Конюг (пр)
- 186 км: Мичуг (лв)

## Данные водного реестра
По данным государственного водного реестра России относится к Верхневолжскому бассейновому округу, водохозяйственный участок реки — Унжа от истока и до устья, речной подбассейн реки — Бассей притоков Волги ниже Рыбинского водохранилища до впадения Оки. Речной бассейн реки — (Верхняя) Волга до Куйбышевского водохранилища (без бассейна Оки).
Код объекта в государственном водном реестре — 08010300312110000015570.